# ヤナ・クラン
ヤナ・クラン（Jana Kulan、旧姓ヤナ・マティアソフスカ=アガエワ、1987年7月7日 - ）は、スロバキア出身でアゼルバイジャン国籍の元女子バレーボール選手。元アゼルバイジャン代表。

## 来歴
1987年、チェコスロバキア（当時）のブラチスラヴァ出身。2000年より地元のクラブであるSlavia Bratislavaに所属し5年間プレーした。
2005年、スロバキア代表として世界選手権'06欧州大陸予選に出場した。2005年、アメリカ合衆国のルイビル大学に進学した。卒業後はロシアリーグのウラロチカ・エカテリンブルクに加入した。その後、アゼルバイジャン・スーパーリーグのアゼルレイル・バクー、韓国リーグの現代建設ヒルステートなどでプレーした。
2012年、アゼルバイジャン代表に初選出される。2014年より本格的に代表チームでプレーし、同年のヨーロッパリーグに出場した。世界選手権には2大会連続出場している。
2018年9月28日、V.LEAGUE Division1の東レはクランの移籍入団を発表した。2018/19シーズンのV.LEAGUEにおいて準優勝に大きく貢献し、敢闘賞、得点王、サーブ賞、ベスト6を受賞した。また、優勝を逃した試合ではあったが、2019年4月13日のファイナル第2戦では、久光製薬スプリングスを相手にゴールデンセットを含め60得点を挙げ、世界記録を更新した。第68回黒鷲旗全日本男女選抜バレーボール大会では優勝に導き、黒鷲賞、ベスト6賞を受賞した。
続く19/20、20/21シーズンも東レの得点源として活躍、20/21シーズンは最多得点（436）に輝き、再びベスト6を受賞した。21/22シーズンも得点王とベスト6を受賞した（試合数が増えたこともあり789得点を取った）。第70回黒鷲旗全日本選抜大会では3年前の前大会（第68回大会）に続きチームを優勝に導き、自身も黒鷲賞とベスト6を受賞した。
2023年5月4日、第71回黒鷲旗全日本選抜大会で東レは準々決勝の埼玉上尾メディックス戦で敗れ敗退。クランはこの試合をもって23年間の現役生活にピリオドを打つと自身のSNSに投稿した。

## 球歴
- 世界選手権 - 2014年、2018年
- 欧州選手権 - 2013年、2015年、2017年

## 所属チーム
- Slavia Bratislava（2000-2005年）
- ルイビル大学（2005-2009年）
- ウラロチカ・エカテリンブルク（2009-2010年）
- アゼルレイル・バクー（2010-2011年）
- アゼリョル・バクー（2011-2012年）
- 現代建設ヒルステート（2012-2013年）
- アゼリョル・バクー（2013-2014年）
- アトム・トレフル・ソポト（2014年）
- Çanakkale Belediyespor（2014-2015年）
- 北京自動車（2015-2016年)
- Balıkesir Büyükşehir Belediyespor（2016年）
- Çanakkale Belediyespor（2016-2017年）
- Beylikdüzü Voleybol İhtisas SK（2017-2018年）
- 東レアローズ（2018-2023年）

## 受賞歴
- 2019年 - 2018-19 V.LEAGUE DIVISION1 WOMEN 敢闘賞、得点王、サーブ賞、ベスト6
- 2019年 - 第68回黒鷲旗全日本男女選抜バレーボール大会 黒鷲賞、ベスト6
- 2021年 - 2020-21 V.LEAGUE DIVISION1 WOMEN 得点王、ベスト6
- 2022年 - 2021-22 V.LEAGUE DIVISION1 WOMEN 得点王、ベスト6
- 2022年 - 第70回黒鷲旗全日本男女選抜バレーボール大会 黒鷲賞、ベスト6

## 個人成績
V.LEAGUEの個人成績は下記の通り。
| 大会            | チーム          | 出場     | 出場        | アタック | アタック | アタック | アタック | バックアタック | バックアタック | バックアタック | バックアタック | アタック 決定本数 | ブロック | ブロック       | サーブ | サーブ         | サーブ   | サーブ | サーブ | サーブ   | サーブレシーブ | サーブレシーブ | サーブレシーブ | サーブレシーブ | 総得点      | 総得点      | 総得点   | 総得点      |
| --------------- | --------------- | -------- | ----------- | -------- | -------- | -------- | -------- | -------------- | -------------- | -------------- | -------------- | ----------------- | -------- | -------------- | ------ | -------------- | -------- | ------ | ------ | -------- | -------------- | -------------- | -------------- | -------------- | ----------- | ----------- | -------- | ----------- |
| 大会            | チーム          | 試 合 数 | セ ッ ト 数 | 打 数    | 得 点    | 失 点    | 決 定 率 | 打 数          | 得 点          | 失 点          | 決 定 率       | セ ッ ト 平 均    | 得 点    | セ ッ ト 平 均 | 打 数  | ノ 丨 タ ッ チ | エ 丨 ス | 失 点  | 効 果  | 効 果 率 | 受 数          | 成 功 ・ 優    | 成 功 ・ 良    | 成 功 率       | ア タ ッ ク | ブ ロ ッ ク | サ 丨 ブ | 得 点 合 計 |
| V1 2018-19      | 東レ            | 33       | 126         | 1717     | 766      | 92       | 44.6     | 280            | 127            | 28             | 45.4           | 6.08              | 89       | 0.71           | 437    | 4              | 24       | 35     | 144    | 12.6     | 83             | 30             | 19             | 47.6           | 766         | 89          | 28       | 883         |
| V1 2019-20      | 東レ            | 24       | 91          | 1135     | 480      | 63       | 42.3     | 134            | 56             | 14             | 41.8           | 5.27              | 44       | 0.48           | 343    | 5              | 14       | 33     | 103    | 10.6     | 40             | 14             | 11             | 48.8           | 480         | 44          | 19       | 543         |
| V1 2020-21      | 東レ            | 25       | 81          | 958      | 410      | 38       | 42.8     | 149            | 77             | 5              | 51.7           | 5.06              | 41       | 0.51           | 315    | 6              | 15       | 32     | 97     | 11.8     | 3              | 1              | 2              | 66.7           | 410         | 41          | 21       | 472         |
| V1 2021-22      | 東レ            | 34       | 123         | 1663     | 738      | 78       | 44.4     | 343            | 152            | 25             | 44.3           | 6                 | 65       | 0.53           | 485    | 4              | 12       | 43     | 150    | 8.8      | 11             | 8              | 2              | 81.8           | 738         | 65          | 16       | 819         |
| V1 2022-23      | 東レ            | 37       | 149         | 1846     | 774      | 79       | 41.9     | 349            | 164            | 24             | 47.0           | 5.19              | 61       | 0.41           | 567    | 4              | 9        | 31     | 158    | 7.9      | 26             | 11             | 9              | 59.6           | 774         | 61          | 13       | 848         |
| 通算：5シーズン | 通算：5シーズン | 153      | 570         | 7319     | 3168     | 350      | 43.3     | 1255           | 576            | 96             | 45.9           | 5.56              | 300      | 0.53           | 2147   | 23             | 74       | 174    | 652    | 10.1     | 163            | 64             | 43             | 52.5           | 3168        | 300         | 97       | 3565        |